# Take My Hand, Precious Lord
«Take My Hand, Precious Lord», також «Precious Lord, Take My Hand» (укр. Господи, візьми мене за руку) — американська пісня в жанрі госпел, написана в 1930-ті роки Томасом Дорсі на мелодію церковного гімну 1844 року «Maitland» американського композитора Джорджа Аллена. Дорсі написав її під враженням від смерті своєї дружини в серпні 1932 року.
Наскільки відомо, найбільш ранній запис пісні було зроблено 16 лютого 1937 року госпельним ансамблем Heavenly Gospel Singers для лейблу Bluebird Records. Пісню також записували Махалія Джексон (1956), Арета Франклін (1956), Елвіс Преслі (1957), Чет Аткінс (1962), Літл Річард (1960), Джим Рівз (1965), Ніна Сімон (1968), Бі Бі Кінг (1987), Гледіс Найт (1998), Енгельберт Гампердінк (2003), Фейт Гілл (2005) та ін.
Махалія Джексон виконала «Take My Hand, Precious Lord» на похоронах Мартіна Лютера Кінга в 1968 році (це було однією з улюблених пісень негритянського політика). У свою чергу, Арета Франклін виконала пісню на похоронах Махалії Джексон у 1972 році. У 2015 році Beyonce виступила з «Take My Hand, Precious Lord» на 57 Grammy Awards.